# جولين ماري روتنسولو
جولين ماري كولوك-روتنسولو (إندونيسية: [rotinˈsulu] ، من مواليد 15 مايو 1997) عضو لجنة ألعاب المعاقين الدولية الإندونيسية الأمريكية، ناشطة في مجال حقوق الإعاقة، عارضة أزياء تلفزيونية، ممثلة، مغنية، صاحبة مشاريع شابة، متسلق الجبال وحاملة لقب ملكة جمال فاز بلقب بوتيري إندونيسيا لينغكونجان 2019. وسوف تمثل اندونيسيا في مسابقة ملكة جمال الدولية 2019 في قاعة مدينة طوكيو دوم في طوكيو ، اليابان.

## نشأتها
وُلدت روتنسولو في سانتا آنا، كاليفورنيا لأب من ميناهاسان، روي غوستاف روتنسولو من تالود، شمال سولاويزي، وأم أمريكية، أليري لي تشولوك، من لوس أنجلوس، كاليفورنيا. شقيقتها الكبرى سيرينا إليزابيث تشولوك روتنسولو، كانت الفائزة في مسابقة ملكة جمال أندونيسيا لعام 2011. تخرج روتنسولو من أكاديمية الفنون بجامعة سان فرانسيسكو في تقنيات الاتصالات والإعلام. في عام 2018 ، تخرجت أيضًا كطالب ماجستير في المعهد في أجاما كريستين نيجري مانادو.

## صور
|  |  |  |  |  |  |

## روابط خارجية
- جولين ماري روتنسولو على موقع IMDb (الإنجليزية)
- جولين ماري روتنسولو على موقع أول ميوزيك (الإنجليزية)
- جولين ماري روتنسولو على موقع أول ميوزيك (الإنجليزية)
- جولين ماري روتنسولو على موقع ديسكوغز (الإنجليزية)

- جولين ماري روتنسولو في قاعدة بيانات الأفلام على الإنترنت
- جولين ماري روتنسولو على إنستغرام
- Official Puteri Indonesia Official Website
- Miss International Official Website
- Actress profile of Jolene Marie Official IMDb Filmography Website

| الجوائز و الإنجازات                          | الجوائز و الإنجازات                              | الجوائز و الإنجازات |
| -------------------------------------------- | ------------------------------------------------ | ------------------- |
| سبقه بوتري إندونيسيا 2018                    | Puteri North Sulawesi بوتري إندونيسيا 2019       | تبعه [سيتم تحديدها] |
| سبقه · Banten – · Vania Fitryanti Herlambang | Puteri Indonesia Lingkungan بوتري إندونيسيا 2019 | تبعه [سيتم تحديدها] |